# Коломбіана
Коломбіа́на (англ. Colombiana) — французько-американський бойовик 2011 року, режисера Олів'є Мегатона та продюсера Люка Бессона. У головних ролях Зої Салдана та Майкл Вартан.

## Опис
Кат було всього десять, коли на її очах невідомі жорстоко вбили її батьків. Дівчинка зуміла втекти від бандитів і знайти притулок в Чикаго у свого дядька. Тепер Кат професійний вбивця. За будь-яку ціну вона повинна розплутати клубок давнього злочину і помститися за смерть батьків. Всі сліди ведуть до колумбійського наркобарона Дона Луїса. Єдина нитка, що поєднує дівчину-вбивцю зі світом звичайних людей, — це її коханий, який не здогадується, чим насправді займається його подружка…

## У ролях
- Зої Салдана — Каталія Рестрепо
  - Амандла Стенберг — Каталія в дитинстві
- Майкл Вартан — Денні Дайлені
- Кліфф Кертіс — Еміліо
- Ленні Джеймс — спец. агент Росс
- Каллум Блу — Річард
- Жорді Молья — Марко
- Грем МакТавіш — головний маршал Воррен
- Макс Мартіні — спец. агент Вільямс
- Джессі Боррего — Фабіо
- Сем Дуглас — Вільям Вудвард
- Даг Рао — Майкл Шіно
- Сінтія Аддай-Робінсон — Алісія
- Офелія Медіна — Мама (бабуся Каталії)
- Тоні Далтон — американський посол
- Моніка Акоста

## Виробництво
За основу сценарію фільму «Коломбіана» спочатку було взято сценарій фільму «Матильда», що спочатку був написаний Люком Бессоном як продовження фільму «Леон». Не домовившись з кінокомпанією Gaumont щодо того, як продовжувати роботу над фільмом, Бессон і режисер Олів'є Мегатон переробили сценарій, після чого фільм втратив зв’язок з фільмом «Леон».
Зйомки почалися в серпні 2010 року в Чикаго, Новому Орлеані, Мексиці та Франції.

## Касові збори
Colombiana дебютувала на другому місці в перший тиждень у прокаті США з 10,4 мільйонами доларів США, на першому місці в тому ж тижні був фільм Прислуга. Фільм заробив 36,6 мільйонів доларів у США та Канаді та 26,8 мільйони доларів США за кордоном, в результаті чого загальна сума прокату у всьому світі склала близько 63,4 мільйонів доларів США при бюджеті 40 мільйонів доларів США.

## Сприйняття
На сайті Rotten Tomatoes фільм має рейтинг 4,9 бала з 10 можливих від кінокритиків (105 відгуків) та 3,8 бала з 5 можливих серед глядачів (більше 100 тисяч оцінок). 
На сайті Metacritic фільм отримав 45 балів зі 100 від кінокритиків та 5,6 з 10 від глядачів. 
Рейтинг на IMDb складає 6,4 бала з 10 можливих. На IMDB в рейтингу фільмів, що вийшли в 2011 році, за критерієм популярності Коломбіана розташувалась на 87 місці. 
Джордан Мінцер в своєму огляді на порталі Variety схвально відгукується про гру Зої Салдана, зауважуючи, що «Загальне сприйняття фільму глядачем залежить сприйняття образу Каталії та її місця в сюжеті, і тут акторський вклад Зої є ключовим. Незважаючи на те, що вона жорстока вбивця з убивчим тілом і пристрастю до мінімалістичного, облягаючого одягу (художник по костюмах Олів’є Беріо, схоже, взяв за основу костюм для захоплення руху, що використовувався для зйомок картини «Аватар»), вона не лише випромінює сексуальність, але й викликає певну частку симпатії… І три напружені сцени конфліктів — на шкільному подвір’ї та в бібліотеці з Еміліо, а також під час візиту додому з агентом ФБР (Ленні Джеймс) — чудово розвивають сюжет та пов’язані з ним взаємовідносин між персонажами.»

## Інші дискусії

### Дискусії навколо опису Колумбії (та "країн третього світу")
Девід Мартін-Джонс провів детальний аналіз загалом фільмів Europa Corp та зокрема фільму Коломбіана, зосередивши свою увагу на наступних аспектах. Він вважає, що Europa Corp використовує ідею про те, що європейські фільми є відмінними (тобто кращими) за звичайний середньобюджетний голівудський проект. Проте такі фільми, як Коломбіана, знаходяться в одній ніші з голівудськими екшенами та конкурують з голівудськими проектами, використовуючи «приналежність до європейського кіно».
З іншого боку, Девід вважає, що сюжет Колумбіани використовує сюжетні техніки, що основані на експлуатації «імміграції мешканців країн «третього світу» до США». Фільм навмисно показує сцени в «кам’яних джунглях в містах «третього світу» і злочинів, пов’язаних з нарковійною», протиставляючи їм «багаті апартаменти, життя в розкоші злочинців, що живуть в США». Таким чином фільм умисно ідеологічно експлуатує теми імігрантів та глобальної нерівності між різними країнами, використовуючи типові «голівудські наративи».